# Георгий (Папаиоанну)
Епи́скоп Гео́ргий Папаиоа́нну (греч. Επίσκοπος Γεώργιος Παπαϊωάννου; 23 апреля 1933, деревня Продромос — 22 ноября 1999, Бетесда, Мэриленд) — епископ Американской архиепископии Константинопольского патриархата, епископ Нью-Джерсийский.

## Биография
Во время Второй мировой войны бежал в Коринф, но вернулся в Продром для завершения среднего образования.
Был удостоен стипендии королевы Фредерики Греческой для возможности учиться в Духовной семинарии на острове Халки, которую он закончил в 1957 году.
После его вступления в брак, был рукоположен в священники в сентябре того же года во Введенской церкви в Константинополе.
Перевёлся в священником Архиепископию Северной и Южной Америки. В 1960 году он был назначен на приход в Гамильтоне, Онтарио, а в 1962 году он стал священном из Церкви святого Георгия в Манчестере, Нью-Гэмпшир. В годы служения в Манчестере обучался в докторантуре Бостонского университета. В 1976 году был удостоен степени доктора богословия за написав диссертацию на тему «Патриарх Афинагор I и Греческая православная церковь Северной и Южной Америки». Расширенная версия этой диссертации будет позднее опубликована под названием «От Mars Hill в Manhattan.»)
В 1971 году был назначен на приход Святого Георгия в Бетесде, штат Мэриленд, который под его руководством вырос с 75 до 750 семей в 1998 году. За это время был построен новый храм, учебное крыло, общественное помещение. В 1993 году овдовел, в браке имел троих дочерей.
В этот период вёл колонку вопросов и ответов («Скажи мне, отче») в «Orthodox Observer», газете Архиепископии Северной и Южной Америке. Там он подчас затрагивал спорные темы.
19 мая 1998 года Священным Синодом Константинопольского Патриархата избран викарием архиепископа Американского Спиридона (Папагеоргиу) с титулом «Команский». 11 июня 1998 года в часовне Святого Павла возведён архиепископом Спиридоном (Папагеоргиу) в сан архимандрита.
13 июня того же года в церкви Святого Георгия в Бетесде, Мэриленд, был хиротонисан во епископа Команского, викария Американской архиепископии. Хиротонию совершили: Архиепископ Американский Спиридон (Папагеоргиу), митрополит Саранта-Экклезийский Сила (Коскинас), митрополит Айноский Максим (Айоргусис), митрополит Анейский Мефодий (Турнас), епископ Мелойский Филофей (Карамицос), епископ Диоклийский Каллист (Уэр) и епископ Апамейский Викентий (Маламатениос).
После хиротонии Епископ Георгий был назначен служить в Вашингтоне главой Управления Американской архиепископии по связям с общественностью.
13 марта 1999 года был избран епископом Нью-Джерсийским.
Его интронизация состоялась 17 апреля того же года. Епархия на тот момент объединяла 52 прихода в Нью-Джерси, Делавэре, Мэриланд, Пеннсильвании и Виргинии..
С 26 августа 1999 года после ухода на покой архиепископа Спиридона был назначен исполнять обязанности главы Американской архиепископии до интронизации архиепископа Димитрия (Тракателлиса), состоявшейся 19 сентября.
Скончался утром 22 ноября 1999 года в больнице города Бетесда в возрасте 66 лет.